# Розтылы (станция метро)
Розтылы (чеш. Roztyly, до 22 февраля 1990 года — «Приматора Вацка», чеш. Primátora Vacka) — станция пражского метрополитена. Расположена на линии C между станциями «Ходов» и «Качеров».

## История и происхождение названия
Станция была открыта 7 ноября 1980 года в составе второго пускового участка линии C «Kačerov» — «Háje». До 1990 года называлась «Primátora Vacka», в честь мэра (приматора) Праги Вацлава Вацка (1877–1960).
Современное название от близлежащего жилого района.
У станции расположен одноимённый автовокзал, откуда отправляются автобусы в южные районы Среднечешского края.

## Архитектура и оформление
Станция однопролётная мелкого заложения.